# Triumful dragostei
Triumful dragostei (Triunfo del amor) este o telenovelă mexicană având pe Maite Perroni, William Levy, Victoria Ruffo, Osvaldo Rios, Pablo Montero, Diego Olivera și Cesar Evora ca protagoniști principali, în timp ce Dominika Paleta, Guillermo Garcia Cantu și Daniela Romo sunt antagoniștii principali. Este bazată pe telenovela El Privilegio de Amar, cu mici modificări. Telenovela este difuzată pe El Canal de las Estrellas pe 25 octombrie 2010, la o jumătate de oră după Soy tu dueña.

## Povestea
Telenovela începe arătând-o pe Victoria Sandoval (Victoria Ruffo) ca o servitoare în casa Bernardei de Iturbide (Daniela Romo). Ea și Juan Pablo Iturbide Montejo (Diego Olivera), atrași, au început o relație secretă. Într-o noapte, Victoria naște copilul lui Juan Pablo. Aflând, Bernarda o alungă din casă. Cu sprijinul Antonietei Orozco (Erika Buenfil) își găsește de lucru la Rodolfo Padilla (Salvador Pineda). Victoria naște o fetiță, Maria Desamparada Iturbide Sandoval (Maite Perroni). Victoria a fost fericită, dar fericirea ei a fost în curând întreruptă de Bernarda. Vrând să le omoare, a reușit doar să le separe pe cele două.
Anii au trecut și, Victoria a reușit să stabilească un mare imperiu de modă împreună cu prietena sa, Antonieta. Victoria s-a căsătorit cu Osvaldo Sandoval (Osvaldo Rios), care are doi copii, Maxmiliano Max Sandoval (William Levy) și Fernanda "Fer" Sandoval (Livia Brito), însă a continuat să își caute fiica. Maria a devenit o adolescentă, gata să părăsească orfelinatul în care a crescut, mutându-se cu Linda Sortini (Dorismar) și Nati Duval (Susana Diazayas). Căutând să își împlinească visul, se duce la Victoria să se angajeze. Dar Victoria o tratează cu aroganță și dispreț, Maria putând fi comparată cu o versiune mai tânară a Victoriei. Maria nu a lăsat atitudinea negativă a Victoriei să afecteze activitatea ei, și la locul de muncă îl intalneste pe Max. Maria și Max se îndrăgostesc, dar relația lor este respinsă de Victoria, care o preferă pe Ximena de Alba (Dominika Paleta).
Ximena rămâne însărcinată, și, zicând că e copilul lui Max, a convins-o pe Victoria să îl oblige pe acesta să se căsătorească cu ea. În schimb, Maria rămâne cu adevărat însărcinată cu Max, dar decide să își țină sarcina secretă. Ea sacrifică dragostea și fericirea, astfel încât să poată îndeplini dorința mamei sale ca Max să se căsătorească cu Ximena. Ea caută consolare din partea lui Juan Pablo, care este acum un preot respectat, și, necunoscut pentru ea, este, de asemenea, tatăl său real. 
Max în cele din urmă constată că copilul Ximenei nu este cu adevărat al lui, ci a lui Guillermo, care distruge căsătoria lui. Max încheie menținerea custodiei copilului, deoarece el consideră că Ximena este inaptă pentru a avea grijă de el. De asemenea, el află că Maria este însărcinată cu fiul său real și ei sunt reuniți. Ximena se unește cu Bernarda pentru a distruge familia Sandoval; Bernarda cumpără un control complet al casei de moda Victoria, și nominalizează Ximena ca modelul ei. Fericirea Victoriei continuă să se dezintegreze, ea descoperind infidelitatea soțului ei, faptul că Leonela, prima soție, este încă în viață și că Victoria are cancer de sân. Bernarda răpește de asemenea fiul Mariei, care doare de asemenea pe Victoria, caci el este nepotul ei; obligațiuni mamă și fiică peste aceasta durere reciprocă, deși nu înțelege de ce legătura este atât de profundă. El Alacran (Sergio Acosta), a fost ucis de Bernarda. Rodolfo a fost ucis de către un ofițer de poliție.
După mult timp, Victoria află adevărata identitate a fiicei sale și este tulburată că fata cu care a lucrat atât de greu de a o distruge, este de fapt fiica ei. Bernarda a fost prinsă lângă foc în casa ei, apoi a fost arestată pentru uciderea lui Tomasa și apoi eliberată. Între timp, ea intenționează să scape de Maria și stabilește un plan pentru răpirea ei. Victoria fuge în ajutorul ei, dar cade ca o momeală și, de asemenea, este răpită cu Maria și dusă într-un depozit abandonat. Maria învață de pe buzele Victoriei că Bernarda a fost cauza pierderii ei.
Răpitorii sunt prinși de agenții federali. Victoria este lăsată într-o pustietate de la marginea Mexico City.Descoperind înșelăciunea, rulează pentru a-și salva fiica, pe Maria, încă sechestrată în depozitul abandonat. După răpire, Alonso propune căsătoria cu Maria și ea acceptă. Dar Alonso este adus la cunoștință de către Ximena că el este infectat de un virus care îl distruge și poate provoca moartea în orice moment. Prin urmare, Alonso o respinge si abandonează pe Maria la altarul Bisericii. Alonso moare de virus și Maria primește o înregistrare video de la Alonso în care acest lucru i se confirma.
Casa Victoria și Casa Bernarda se confruntă într-un concurs de modă. Câștigătorul se dovedește a fi Casa Victoria, cu Maria ca modelul de top al momentului. Dar fericirea a trecut doar după un moment, atunci când nasul Mariei începe să sângereze și ea își pierde cunoștința. Maria este dusă la spital, unde Dr. Heriberto Rios Bernal (Cesar Evora), spune că Maria a dobândit același virus care l-a ucis pe Alonso și trebuie să rămână izolată pentru a preveni infecțiile viitoare. Victoria înnebunește de durere și Bernarda profită de ocazie pentru a-l lua acasă pe Juan Pablito, în cazul în care ea intenționează să-l faca un preot atunci când va creste, pentru a compensa păcatele pe care Victoria le-a făcut în trecut.
Bernarda a fost otrăvită alimentar în timp ce mănâncă salată, pâine, și vin, apoi ea a luat foc în mașina ei, ea sparge fereastra și iese din mașina ei,o ucide pe Eva, apoi ea e arestată pe termen lung de către ofițerii de poliție. Roxana, mama lui Ximena (Ursula Prats) a fost arestată de poliția de la casa lui Sandoval. Guillermo a fost înjunghiat de Ximena. Osvaldo a plecat și a petrecut restul sezonului în Spania. Leonela a fost prăbușită de Ximena cu o sticlă spartă, dar e bine. Ximena ajunge la nunta lui Max și a Mariei, încearcă sa o omoare pe Maria, dar nu reușește și fuge la casa lui Guillermo. Guillermo și Ximena se sinucid. Deci, la sfârșit, Maria și Max sunt fericiti în dragoste cu cei doi copii, Juan Pablito și Osvaldito. Se termină cu Maria și Max într-o barcă romantică, vorbind despre toate obstacolele pe care le-au depășit cu dragostea lor, în timp ce Marco Di Mauro cântă "A Partir de Hoy" în fundal. Doar dragostea adevărată poate triumfa asupra tuturor trucurilor, capcanelor, intrigilor, trădarii și răutații, care încearcă să o distrugă. Numai atunci poate exista un triumf al iubirii. În cele din urmă la sfârșitul telenovelei triumful iubirii este complet.

## Distribuția
- Maite Perroni – Maria Desamparada Iturbide Guiterrez de Sandoval, protagonista
- William Levy – Max Sandoval Guiterrez Montenegro, protagonist
- Victoria Ruffo – Victoria Gutierrez de Sandoval, co-protagonista
- Osvaldo Rios – Osvaldo Sandoval, co-protagonist
- Daniela Romo – Bernarda Montejo Vda. de. Iturbide, antagonista principală +
- Diego Olivera - Juan Pablo Iturbide Montejo, co-protagonist
- Dominika Paleta - Ximena de Alba, antagonista +
- Guillermo García Cantú - Guillermo Quintana, antagonist +